# Timbres de Mayotte 2005
Cet article recense les timbres de Mayotte émis en 2005 par La Poste.

## Généralités
Les timbres portent les mentions « Mayotte RF La Poste 2005 » (nom de la collectivité / République française / opérateur postal / année d'émission) et une valeur faciale en euro (€).
Ils servent pour affranchir le courrier au départ de cette collectivité d'outre-mer française.
Ils sont imprimés par l'Imprimerie des timbres-poste et valeurs fiduciaires, en métropole.

## Légende
Pour chaque timbre, le texte rapporte les informations suivantes :
- date d'émission, valeur faciale et description,
- formes de vente,
- artistes concepteurs et genèse du projet,
- manifestation premier jour,
- date de retrait, tirage et chiffres de vente,

ainsi que les informations utiles pour une émission donnée.

## Janvier

### Champ d'ylang-ylang
Le 4 janvier, est émis un timbre de 0,50 € représentant un champ d'ylang-ylang (Cananga odorata) dont l'huile essentielle est utilisée en aromathérapie. La plante originaire d'Asie du Sud-Est a été implantée dans l'archipel des Comores au début du XXe siècle.
Le timbre de 4,8 × 2,7 cm est dessiné par Sylvie Cadalbert. Imprimé en offset, il est conditionné en feuille de vingt-cinq exemplaires.
La manifestation premier jour a lieu le 3 janvier à Combani, commune de Tsingoni. Le cachet d'oblitération reprend un extrait de l'illustration du timbre : un des ylang-ylang et ses branches.
Le retrait de la vente a lieu le 21 juillet 2006.

## Mars

### Arbre à pain

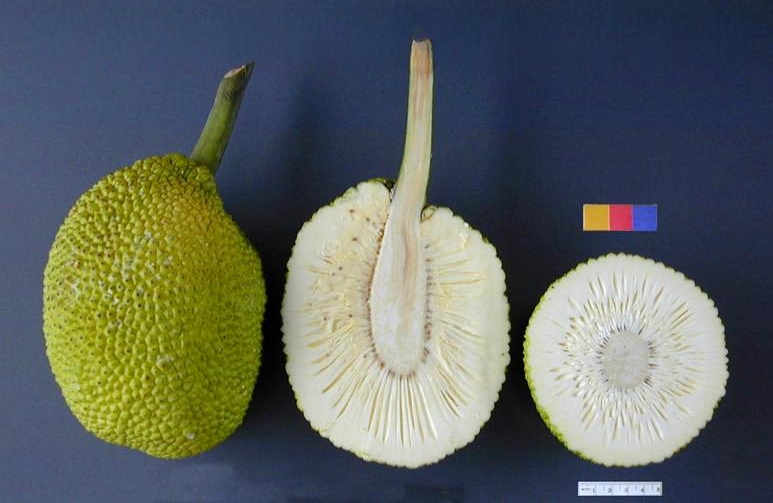
Fruits de l'arbre à pain.

Le 14 mars, est émis un timbre de 0,64 € sur l'arbre à pin (Artocarpus altilis), plante tropicale cultivée pour ses fruits, bien montrés sur le timbre à côté d'une représentation de l'arbre.
Le timbre de 2,6 × 3,6 cm est dessiné par C. Belleville. Il est imprimé en offset en feuille de vingt-cinq unités;
La manifestation premier jour a lieu le 12 mars à Dzoumogne (commune de Bandraboua) avec un cachet reprenant les deux fruits (un entier et un coupé en deux) dessinés au premier plan du timbre.
Il est retiré de la vente le 21 juillet 2006.

### Habit traditionnel de la femme mahoraise
Le 14 mars, est émis un timbre de 0,53 € présentant deux femmes portant l'« habit traditionnel de la femme mahoraise », une au premier plan de face et une à l'arrière-plan de dos, permettant de voir la façon de plier et nouer les parties du vêtement.
L'illustration est signé A. David. Le timbre carré de 3,6 cm de côté est imprimé en offset en feuille de vingt-cinq.
La manifestation premier jour a lieu le 12 mars à Passamanti, commune de Mamoudzou. Le cachet spécial représente le visage du personnage au premier plan.
Le timbre est retiré de la vente le 21 juillet 2006.

## Mai

### Mammifères marins de Mayotte
Le 15 mai, est émis un bloc de 4 timbre de 0,53 € sur les mammifères marins vivant dans les eaux proches de Mayotte : une baleine à bosse (Megaptera novaeangliae) sautant hors de l'eau voisine avec un banc de dauphin à long bec (Delphinus capensis). Sous l'eau, un cachalot (Physeter macrocephalus) nage au large quand plus près du rivage se retrouvent des dugongs. L'ensemble de la scène forme l'illustration du bloc.
Le bloc est dessiné par Christine Louze. Il est imprimé en offset. Chaque timbre mesure 3,6 × 2,6 cm.
La manifestation premier jour a lieu le 13 mai à Mtsamboro. Le cachet reprend le dessin des dauphins à long bec du timbre.
Le bloc est retiré de la vente le 21 juillet 2006.

### Rotary International 100 ans
Le 15 mai, est émis un timbre commémoratif de 0,90 € pour le centenaire du Rotary International. Le timbre représente le logotype du club, comme la plupart des timbres consacrés dans le monde à ce centenaire. En dessous, ont été ajoutés une carte de Mayotte et un drapeau sur lequel est écrit « 100 ans ». Une des actions du Rotary Club de Mayotte a été l'équipement d'un lycée en ordinateurs.
Le timbre carré de 3,6 cm de côté est conçu par R. Reboul. Il est imprimé en offset en feuille de vingt-cinq unités.
Le cachet premier jour illustré du logotype du Rotary a été disponible le 13 mai à Mamoudzou.
Le timbre est retiré de la vente le 21 juillet 2006.

## Juillet

### Mon île
Le 4 juillet, à la suite d'un concours de La Poste, est émis un timbre de 0,48 € titré « Mon île ». Les écoliers d'une école maternelle ont représenté Mayotte telle qu'ils la voient. L'illustration du timbre montre trois parties : un rectangle inférieur bleu consacré au monde de l'océan, et deux carrés supérieurs, l'un pour la forêt en vert, l'un pour les habitants en brun.
Le dessin de l'école maternelle de Four à Chaux est intégré à un timbre carré de 3,6 cm de côté, imprimé en offset en feuille de vingt-cinq exemplaires.
Le premier jour d'émission a eu lieu le 2 juillet à Pamandzi. Le cachet reprend un détail des poissons dessinés par les enfants.
Le timbre est retiré de la vente le 23 février 2007.

## Septembre

### La pêche en pirogue
Le 12 septembre, est émis un timbre de 0,75 € sur la pêche en pirogue. Un pêcheur vêtu de blanc regarde en direction de l'artiste, assis à bord de sa pirogue à balancier emplie de poissons.
Le timbre carré de 3,6 cm est réalisé par Christine Louze. Il est imprimé en offset en feuille de vingt-cinq.
Le 10 septembre, a lieu le premier jour d'émission à Sada. L'illustration du cachet est une interprétation de celle du timbre.
Le timbre est retiré de la vente le 23 février 2007.

### Ville de Mamoudzou
Le 12 septembre, est émis un timbre de 0,48 € représentant un panorama de la ville de Mamoudzou, ville principale de Mayotte. D'après le remous sur l'eau, l'observateur est placé sur une barge s'éloignant du port.
Le timbre de 4,8 × 2,7 cm est dessiné par C. Belleville. Il est imprimé en offset en feuille de vingt-cinq exemplaires.
La manifestation premier jour a lieu le 10 septembre à Mamoudzou, le cachet reprenant l'illustration du timbre.
Le timbre est retiré de la vente le 23 février 2007.

## Novembre

### Le forgeron au travail
Le 14 novembre, est émis un timbre de 0,53 € sur le travail du forgeron, ici accompagné d'un apprenti et travaillant à même le sol.
Le timbre de 3,6 × 2,6 cm est dessiné par Hervé Louze. Il est imprimé en offset en feuille de vingt-cinq unités.
Le cachet premier jour disponible le 12 novembre à Chirongui est illustré d'une scène similaire de travail de forge.
Le timbre est retiré de la vente le 23 février 2007.

### Le tam-tam bœuf
Le 14 novembre, est émis un timbre de 0,53 € sur un élément festif et sportif local dans l'archipel des Comores : le tam-tam bœuf. Il s'agit d'une course avec taureau au cours de laquelle des jeunes gens de s'illustrer en dansant devant l'animal, le tout précédé et accompagné d'un concert de tam-tam. Le graphisme du timbre est radicalement différent de celui des autres timbres de l'année évoquant un thème local.
Le timbre de 4,8 × 2,7 cm est dessiné par R. Reboul. Il est imprimé en offset en feuille de vingt-cinq.
Le 12 novembre, a lieu la manifestation premier jour à Coconi, commune de Ouangani. Le cachet reprend les dessins du bœuf et du joueur de tam-tam visibles sur le timbre.
Le timbre est retiré de la vente le 23 février 2007.

### Sources
- La presse philatélique française, dont les pages nouveautés de Timbres magazine qui donne des informations sur les nouvelles émissions, puis annonce les dates de retrait.
- Liste des émissions de 2005 sur le site Phil@Mayotte spécialisé dans la philatélie mahoraise. Elle fournit les renseignements de base sur les émissions, et pour certaines, une notice sur le sujet du timbre et l'enveloppe premier jour.
- Le site de la Société mahoraise de philatélie et de cartophilie, qui présente les enveloppes premier jour confectionnées par l'association, sur lesquelles le timbre à date et son illustration sont visibles, a complété les informations fournies dans ce domaine par Phil@mayotte.